# Panorama (banda)
Panorama es una banda alternativa colombiana formada en Medellín, en 2001 integrada por Gregorio Gómez (voz y guitarra), Jose Santamaría (bajo), Natalia Valencia (teclados) y Juan Montoya (batería).
La agrupación tiene como principal referencia las bandas shoegaze de los 90, con guiños al Post-punk de Estados Alterados, The Jesus and Mary Chain o Echo & the Bunnymen, la New Wave y el Dream Pop[cita requerida]. Actualmente tiene 4 álbumes en estudio editados bajo el sello independiente colombiano Grabaciones Trinidad. Ha participado en varios festivales y eventos nacionales e internacionales, entre ellos el SXSW, Rock al Parque o el Festival Centro de Bogotá, contando con su asistencia en abril de 2013 al Festival Estéreo Picnic, celebrado en esa misma ciudad, junto a otros grupos colombianos como Mr. Bleat y actuando como teloneros de artistas como New Order y Crystal Castles.